# Danau Sijabut
Danau Sijabut is een bestuurslaag in het regentschap Asahan van de provincie Noord-Sumatra, Indonesië. Danau Sijabut telt 5346 inwoners (volkstelling 2010).